# Gaius Velius Rufus
Gaius Velius Rufus (vollständige Namensform Gaius Velius Salvi filius Rufus) war ein im 1. Jahrhundert n. Chr. lebender Angehöriger der römischen Armee und des römischen Ritterstandes (Eques).

## Allgemeines
Durch eine Inschrift, die in Heliopolis in der Provinz Syria gefunden wurde, sind einzelne Stationen der Laufbahn von Rufus bekannt. Die Inschrift wurde ihm zu Ehren von Marcus Alfius Olympiacus, einem Aquilifer und Veteranen der Legio XV Apollinaris errichtet.
Rufus stammte aus Heliopolis und war der Nachfahre von römischen Kolonisten, die unter Augustus dort angesiedelt worden waren. In Heliopolis wurde eine weitere Inschrift gefunden, in der ein Velius Rufus aufgeführt ist, der als Tribunus laticlavius Angehöriger des Senatorenstandes war; bei ihm handelt es sich um einen Nachkommen von Rufus. Ein weiterer Nachkomme war Decimus Velius Rufus, ordentlicher Konsul im Jahr 178.

## Inschrift
Die Inschrift lässt sich in vier Abschnitte gliedern.
Im ersten Teil werden vier militärische Funktionen genannt. Rufus war erstens Primus Pilus der Legio XII Fulminata, zweitens Praefectus eines Verbandes, der aus abgeordneten Vexillationen von neun Legionen gebildet wurde, drittens Tribunus der Cohors XIII urbana und viertens Dux eines Verbandes, der aus Einheiten des Heeres in den Provinzen Africa und Mauretanien gebildet wurde.
Im zweiten Teil werden die bei drei verschiedenen Gelegenheiten erworbenen militärischen Auszeichnungen aufgeführt. An erster Stelle werden die Auszeichnungen genannt, die er im Jüdischen Krieg durch Vespasian und Titus erhielt. An zweiter Stelle folgen Auszeichnungen, die er in einem nicht genannten Krieg erhielt. An dritter Stelle werden die Auszeichnungen angegeben, die er in einem Krieg gegen Markomannen, Quaden und Sarmaten erhielt.
Im dritten Teil werden zwei Funktionen genannt, die er in der zivilen Verwaltung ausübte. Rufus war erstens Procurator in den Provinzen Pannonia und Dalmatia und zweitens Statthalter in der Provinz Raetia.
Im vierten Teil wird eine diplomatische Mission ins Partherreich beschrieben.

## Laufbahn
Die Darstellung seiner militärischen Laufbahn ist bei Historikern in einzelnen Punkten und in der Datierung der einzelnen Ereignisse unterschiedlich.

### Pflaum, Dobson
Hans-Georg Pflaum datiert die einzelnen Stationen seiner Laufbahn wie folgt: Rufus nahm als Centurio am Jüdischen Krieg teil und erhielt von Vespasian und Titus militärische Auszeichnungen. Danach wurde er Primus Pilus der Legio XII Fulminata; als Primus Pilus führte er die Mission in das Partherreich durch. Im Jahr 83 war er Praefectus der Legionsvexillationen in einem Germanenkrieg Domitians. Im Anschluss wurde er Tribunus der Cohors XIII urbana in Karthago; in dieser Funktion wurde er von Domitian zum Dux eines Verbandes ernannt, der aus Einheiten des Heeres in Africa und Mauretanien gebildet wurde, um Aufstände in  Mauretanien zu unterdrücken. Mit der Cohors XIII urbana nahm er zunächst 86 an dem Krieg gegen die Daker teil und danach 92 an dem Krieg gegen Markomannen, Quaden und Sarmaten. In diesen beiden Kriegen erhielt er von Domitian die militärischen Auszeichnungen, die in der Inschrift an zweiter und dritter Stelle genannt sind. Im Anschluss wurde er Procurator in den Provinzen Pannonia und Dalmatia und danach Statthalter in der Provinz Raetia.
Brian Dobson datiert die einzelnen Stationen seiner Laufbahn wie folgt: Rufus nahm am Jüdischen Krieg teil und war spätestens 70 Centurio; im Range eines Centurios führte er im Jahr 72 die Mission in das Partherreich durch. Danach war er um 82 Primus Pilus in der Legio XII Fulminata und im Jahr 83 Kommandeur der Legionsvexillationen in einem Krieg gegen Germanen. Im Anschluss wurde er zum Tribunus der Cohors XIII urbana ernannt; in dieser Funktion wurde ihm zusätzlich die Leitung des Verbandes in Nordafrika übertragen. Mit der Cohors XIII urbana nahm er 86 am Krieg gegen die Daker und 88/89 an dem Krieg gegen Markomannen, Quaden und Sarmaten teil. Er kehrte danach vermutlich nicht nach Karthago zurück, sondern wurde noch vor der Ermordung Domitians im Jahr 96 zum Procurator in Pannonia und Dalmatia und im Anschluss zum Statthalter in Raetia ernannt.

### Strobel, Livius.org
Karl Strobel datiert die einzelnen Stationen seiner Laufbahn wie folgt: Rufus wurde vor 40 geboren und trat ca. 66/67 als Centurio in die Legion ein. Von 66/67 bis 70 nahm am Jüdischen Krieg teil und erhielt seine ersten militärischen Auszeichnungen; im Range eines Centurios führte er im Jahr 73 die Mission in das Partherreich durch. Er blieb bis 81 Centurio und wurde ca. 82 Primus Pilus. Von ca. 83 bis 85 war er Tribunus der Cohors XIII urbana. Im Anschluss war er von ca. 85/86 bis 87(/88?) Dux des Verbandes in Nordafrika und erhielt seine zweiten militärischen Auszeichnungen. Vermutlich war er ca. 88 als Angehöriger des numerus primipilarium in Rom. Im Jahr 89 wurde er Praefectus der Legionsvexillationen und erhielt seine dritten militärischen Auszeichnungen. Im Anschluss war er von ca. 90 bis 93 Finanzprocurator in Pannonia und Dalmatia und von ca. 93/94 bis 95/96 Statthalter in Raetia.
Livius.org datiert die einzelnen Stationen seiner Laufbahn wie folgt: Rufus nahm am Jüdischen Krieg teil und war spätestens 70 Centurio; im Range eines Centurios führte er im Jahr 73 die Mission in das Partherreich durch. Er stieg zum Primus Pilus auf und wurde unmittelbar danach zum Tribunus der Cohors XIII urbana ernannt. Um 85/87 war er Dux des Verbandes in Nordafrika und erhielt seine zweiten militärischen Auszeichnungen. Danach wurde er Praefectus der Legionsvexillationen, führte den Vorstoß durch das Reich des Decebalus durch und erhielt seine dritten militärischen Auszeichnungen. Um 90/93 war er Procurator in Pannonia und Dalmatia und danach noch unter Domitian Statthalter in Raetia.

## Militärische Funktionen
Aus der Inschrift gehen fünf militärische Funktionen bzw. Kommandeursposten hervor, von denen aber nur vier namentlich genannt werden.

### Centurio
In der Inschrift findet sich kein Hinweis darauf, in welcher Funktion Rufus am Jüdischen Krieg zwischen 66 und 70 teilnahm; es werden nur die militärischen Auszeichnungen aufgeführt, die er von Vespasian und Titus erhielt.
Hans-Georg Pflaum geht davon aus, dass Rufus Centurio in einer der folgenden vier Legionen war, die im Jüdischen Krieg eingesetzt wurden: in der V Macedonica, X Fretensis, XII Fulminata oder in der XV Apollinaris. Laut Brian Dobson nahm Rufus unter Titus mit einer der vier Legionen am Jüdischen Krieg teil und war spätestens im Jahr 70 Centurio; im Rang eines Centurios führte er die diplomatische Mission ins Partherreich durch.
Karl Strobel nimmt an, dass Rufus um 66/67 mit ca. 30 Jahren anlässlich des Jüdischen Kriegs direkt als Centurio in die Armee eintrat und dass er im Jahr 70 militärische Auszeichnungen erhielt. Er führte die diplomatische Mission wahrscheinlich im Jahr 73 ins Partherreich als (vermutlich bereits höherrangiger) Centurio durch und stieg Jahre später zum Primus Pilus auf. Laut Livius.org war Rufus 70 Centurio und blieb dies auch für die nächsten Jahre.

### Primus Pilus
In der Inschrift steht, dass Rufus Primus Pilus der Legio XII Fulminata war. Die Legio XII Fulminata wurde nach dem Jüdischen Krieg in Melitene in der Provinz Cappadocia stationiert.
Hans-Georg Pflaum geht davon aus, dass Rufus die diplomatische Mission ins Partherreich um 72/73 vermutlich im Range eines Primus Pilus durchführte. Laut Brian Dobson wurde er im Jahr 82 Primus Pilus. Karl Strobel nimmt an, dass er im Jahr 82 oder möglicherweise auch 83 Primus Pilus wurde; zu diesem Zeitpunkt war er vermutlich um die 45 bis 50 Jahre alt.

### Praefectus
In der Inschrift steht, dass Rufus Kommandeur (Praefectus) eines Verbandes war, der aus abgeordneten Vexillationen von neun Legionen gebildet wurde (praefecto vexillariorum legionum VIIII); aufgeführt sind aber nur acht Legionen, nämlich die I Adiutrix, II Adiutrix, II Augusta, VIII Augusta, VIIII Hispana, XIIII Gemina, XX Victrix und XXI Rapax (siehe Strittige Punkte).
Hans-Georg Pflaum nimmt an, dass Rufus als Praefectus der Legionsvexillationen im Jahr 83 gegen Germanen kämpfte. Brian Dobson geht davon aus, dass Rufus im Jahr 82 Primus Pilus wurde und unmittelbar danach zum Praefectus der Legionsvexillationen ernannt wurde; als Kommandeur dieses Verbandes kämpfte er 83 gegen Germanen.
Laut Karl Strobel trat Rufus das Kommando über die Legionsvexillationen an der Donau im Jahr 89 an. Dieses Kommando wurde ihm aufgrund einer militärischen Ausnahmesituation anvertraut. Nach dem Friedensschluss Domitians mit dem Dakerkönig Decebalus führte Rufus die Legionsvexillationen gegen Markomannen, Quaden und Sarmaten, wobei der Vorstoß durch das Reich des Decebalus erfolgte (adversus quos expeditionem fecit per regnum Decebali regis Dacorum). Der Verband dürfte eine Stärke von ca. 6000 Mann gehabt haben, d. h. einer Legion entsprochen haben. Der von Rufus geführte Verband aus Legionsvexillationen war dabei aber wohl nur Teil einer Streitmacht, der auch Kavallerie- und Bogenschützeneinheiten angehörten; den Oberbefehl hatte wahrscheinlich ein senatorischer Kommandeur. Laut Livius.org war das Kommando über die Legionsvexillationen sein letztes militärisches Kommando, bevor er Procurator wurde.

### Tribunus
In der Inschrift steht, dass Rufus Kommandeur (Tribunus) der Cohors XIII urbana war, die in Karthago stationiert war.
Hans-Georg Pflaum nimmt an, dass Rufus nach 83 Kommandeur der Kohorte wurde; in dieser Funktion wurde er zusätzlich zum Kommandeur (Dux) eines Verbandes ernannt, der aus Einheiten des Heeres in Africa und Mauretanien gebildet wurde, um Aufstände in  Mauretanien zu unterdrücken. Im Anschluss nahm er mit der Cohors XIII urbana zunächst 86 an dem Krieg gegen die Daker teil und danach 92 an dem Krieg gegen Markomannen, Quaden und Sarmaten. Die zweiten und dritten Auszeichnungen erhielt er in den Kriegen von 86 und 92.
Brian Dobson geht davon aus, dass Rufus zum Tribunus ernannt wurde, nachdem er im Jahr 83 als Praefectus gegen Germanen gekämpft hatte; den Posten als Kohortentribun dürfte er mehrere Jahre, mindestens bis 89, innegehabt haben. In dieser Funktion wurde er zusätzlich zum Dux des Verbandes in Nordafrika ernannt. Danach nahm Rufus mit der Cohors XIII urbana 86 an Kämpfen gegen die Daker und 88/89 an dem Krieg gegen Markomannen, Quaden und Sarmaten teil.
Laut Karl Strobel trat Rufus im Laufe des Jahres 83 seine Stelle als Tribunus der Cohors XIII urbana an. Dieses Kommando gab er entweder ab, als er zum Dux des Verbandes ernannt wurde oder als die Kohorte vermutlich im Herbst 85 an die Donau verlegt wurde.

### Dux
In der Inschrift steht, dass Rufus Kommandeur (Dux) eines Verbandes war, der aus Einheiten des Heeres in Africa und Mauretanien gebildet wurde, um Aufstände in Mauretanien zu unterdrücken (duci exercitus Africi et Mauretanici ad nationes quae sunt in Mauretania comprimendas).
Hans-Georg Pflaum nimmt an, dass ihm als Tribunus der Cohors XIII urbana zusätzlich das Kommando als Dux über diesen Verband übertragen wurde. Laut Brian Dobson wurde ihm als Tribunus der Kohorte zusätzlich das Kommando als Dux übertragen.
Laut Karl Strobel war Rufus als Dux Kommandeur eines Verbandes, der sich aus abgeordneten Auxiliareinheiten der Provinzen Numidia, Mauretania Caesariensis und möglicherweise Mauretania Tingitana zusammensetzte; aus der Inschrift geht aber weder hervor, dass er zu diesem Zeitpunkt Tribun der Cohors XIII urbana war noch dass die Kohorte Teil des Verbandes war. Er trat das Kommando als Dux um 85/86 an.

## Militärische Auszeichnungen

### Jüdischer Krieg
In der Inschrift steht, dass Rufus im Jüdischen Krieg durch Vespasian und Titus die folgenden Auszeichnungen erhielt (donis donato ab Imperatore Vespasiano et Imperatore Tito bello Iudaico): eine Corona vallaris, Torques, Phalerae und Armillae.
Laut Hans-Georg Pflaum erhielt er die Auszeichnungen als Centurio. Laut Karl Strobel erhielt er die Auszeichnungen im Jahr 70 als Centurio. Laut Livius.org wurden diese Auszeichnungen gewöhnlich an Centurios vergeben und zeigen daher seinen Rang im Jahr 70 an.

### Unbekannter Krieg
In der Inschrift steht, dass Rufus die folgenden Auszeichnungen erhielt (donis donato corona murali hastis duabus vexillis duobus): eine Corona muralis, zwei Hastae purae und zwei Vexilla. Um welchen Krieg es sich dabei gehandelt hat, geht aus der Inschrift nicht hervor.
Hans-Georg Pflaum nimmt an, dass Rufus diese Auszeichnungen 86 im Krieg gegen die Daker erhielt. Laut Karl Strobel erhielt er diese Auszeichnungen in seiner Funktion als Dux des Verbandes in Nordafrika. Laut Livius.org erhielt er diese Auszeichnungen in seiner Funktion als Dux um 85/87.

### Krieg gegen Germanen
In der Inschrift steht, dass Rufus die folgenden Auszeichnungen in einem Krieg gegen Markomannen, Quaden und Sarmaten erhielt (bello Marcomannorum Quadorum Sarmatarum adversus quos expeditionem fecit per regnum Decebali regis Dacorum): wie zuvor waren dies eine Corona muralis, zwei Hastae purae und zwei Vexilla.
Hans-Georg Pflaum nimmt an, dass Rufus diese Auszeichnungen 92 im Krieg gegen Markomannen, Quaden und Sarmaten erhielt. Laut Karl Strobel erhielt er diese Auszeichnungen 89 in seiner Funktion als Praefectus der Legionsvexillationen. Laut Livius.org erhielt er diese Auszeichnungen als Kommandeur der Legionsvexillationen.

## Zivile Funktionen
In der Inschrift steht, dass Rufus Procurator (procuratori Imperatoris Caesaris Augusti Germanici) in den Provinzen Pannonia und Dalmatia war und danach Statthalter der Provinz Raetia wurde (procuratori provinciae Raetiae ius gladii).
Laut Hans-Georg Pflaum war er als Procurator in Pannonia und Dalmatia zuständig für die Finanzverwaltung der beiden Provinzen; dieser Posten war mit einem Jahreseinkommen von 200.000 Sesterzen verbunden. Durch den Zusatz ius gladii ist die anschließende Procuratur in Raetia als Statthalterschaft gekennzeichnet.
Laut Karl Strobel war die Finanzprocuratur in Pannonia und Dalmatia für die militärischen Unternehmungen im Donauraum bedeutsam; Rufus war ca. 90 bis Anfang 93 Finanzprocurator und 93/94 bis 95/96 Statthalter in Raetia.

## Diplomatische Mission
In der Inschrift steht, dass Rufus ins Partherreich entsandt wurde und dass es ihm gelang, die beiden Söhne des Antiochos, Epiphanes und Callinicus, sowie zahlreiche tributpflichtige Männer zurückzubringen (hic missus in Parthiam Epiphanem et Callinicum regis Antiochi filios ad Imperatorem Vespasianum cum ampla manu tributariorum reduxit).
Im Jahr 72 wurde Antiochos, der König von Kommagene, von den Römern entmachtet. Zwei seiner Söhne, Epiphanes und Callinicus, flohen daraufhin ins Partherreich. Im folgenden Jahr wurde Rufus an den Hof des Partherkönigs gesandt und nach Verhandlungen mit Vologaeses I. gelang es ihm, die beiden Söhne zurückzuholen. Die Ereignisse werden im Jüdischen Krieg von Flavius Josephus (Buch VII, 219–243) beschrieben.

## Strittige Punkte

### Anzahl der Legionen
In der Inschrift wird die Anzahl der Legionen, aus denen der Verband gebildet wurde, mit neun (legionum VIIII) angegeben, von denen in der Inschrift aber nur acht mit ihrem Namen aufgeführt sind.
Von Emil Ritterling wurde vermutet, dass es sich dabei um die vier Legionen, die in der Provinz Britannia und um die fünf Legionen gehandelt hat, die im Heeresbezirk Germania superior stationiert waren; die fünfte Legion, die in Germania superior stationiert war, die Legio XI Claudia, sei dabei irrtümlich ausgelassen worden. Hans-Georg Pflaum hält die Darstellung von Ritterling für wahrscheinlich. Brian Dobson schließt sich ebenfalls der Darstellung von Ritterling an. Laut Livius.org wird die Version von Ritterling gewöhnlich akzeptiert.
Karl Strobel hält einen Irrtum des Steinmetzen bei der Ziffer für naheliegend; die These Ritterlings hält er für nicht belegt.

### Rang bei der Mission
Zum Rang, den Rufus bei der diplomatischen Mission ins Partherreich hatte, gibt es unterschiedliche Vermutungen.
Hans-Georg Pflaum nimmt an, dass Rufus zu diesem Zeitpunkt wahrscheinlich den Rang eines Primus Pilus hatte. Brian Dobson geht dagegen davon aus, dass er die Mission als Centurio durchführte. Karl Strobel nimmt ebenfalls an, dass er zu diesem Zeitpunkt Centurio war, allerdings mit einer höheren Rangstufe. Laut Livius.org war er bei dieser Mission im Jahr 73 Centurio.

### Tribunus und Dux
Hans-Georg Pflaum und Brian Dobson gehen davon aus, dass Rufus Tribunus der Cohors XIII urbana war und diese Funktion auch weiterhin ausübte, als er zusätzlich zum Dux des Verbandes in Nordafrika ernannt wurde.
Karl Strobel hält es zwar für möglich, dass Rufus zeitlich parallel Kommandeur der Kohorte und Dux des Verbandes war, sieht dafür aber keine Belege.